# Absurd (groupe allemand)
Pour l’article ayant un titre homophone, voir Absurd.
Absurd est un groupe de NS black metal allemand, originaire de Sondershausen. Le groupe est classé ouvertement d'extrême-droite par le Landesbehörde für Verfassungsschutz.
Le clip de la chanson Pesttanz fait scandale (le clip contient des images tirées du film Der Ewige Jude, un film antisémite de la propagande nazie). Le logo du groupe représentant une roue solaire fit également polémique. 

## Histoire
Après sa condamnation pour meurtre, le chanteur Hendrik Möbus est libéré en 1998. En 1999, il est condamné pour ses activités néonazies. Il part en cavale aux États-Unis, où il travaille pour William Luther Pierce, chef du groupe suprémaciste blanc Alliance nationale. Möbus est extradé vers l'Allemagne en 2001 et effectue une peine de prison jusqu'en 2007.
Le 1er septembre 2008, le groupe annonce l'arrêt définitif de ses activités. En décembre 2008, ils publient un dernier album intitulé Der Fünfzehnjährige Krieg, classé et indexé sur liste A. Le groupe semble être de nouveau actif : Le 27 octobre 2009, le groupe clé de l'établissement annonce sa présence au Grand Belial’s Key avec Heathen Hammer et Martial à Chicago, dans l'Illinois.
Une réédition remasterisée de leurs démos de 1994 est annoncée en 2010 et publiée sous le titre Life Beyond the Grave: 1992–1994. Au printemps 2010, Absurd joue avec d'autres groupes d'extrême-droite comme Erzgebirge, et annoncent un concert à Brescia, en Italie. Néanmoins, cette annonce ne convainc pas Tullio Montagna, président de l'Associazione Nazionale Partigiani d'Italia (une association d'anciens combattants de la résistance de la seconde guerre mondiale), qui fait interdire le concert, qui prendra finalement place dans un lieu inconnu.
Le groupe joue au Hot Shower Fest en 2018 puis au Call of Terror en 2019. D'après le musicologue Thorsten Heindrichs, le chanteur du groupe Hendrik Möbus serait « le fournisseur de billets » du Hot Shower. Il est également impliqué dans l'organisation du festival d'Asgardsrei.
Hendrik Möbus, chanteur du groupe, est à la tête du label Darker Than Black Records.

## Meurtre
Le groupe est impliqué dans le meurtre de leur camarade de classe Sandro Beyer, le 29 avril 1993. À cette période, les adolescents Sebastian Schauseil, Hendrik Möbus et Andreas Kirchner inventent un prétexte pour voir Beyer en toute discrétion, l'étrangler avec un câble d'alimentation et le jeter dans un trou. Sebastian Schauseil et Hendrik Möbus, désignés comme les principaux coupables, expliquent avoir prémédité un rituel sataniste. 
Hendrik Möbus et Sebastian Schauseil sont condamnés à huit ans de prison pour séquestration le 9 février 1994, et Andreas Kirchner, leur complice, effectuera six ans de détention dans une prison pour mineurs.

## Membres

### Membres actuels
- Ronal « Wolf » Möbus - chant, guitare basse
- Sven Zimper - batterie

### Anciens membres
- Ragnare - chant
- Sebastian « Dark Mark Doom » Schauseil - chant, guitare, basse
- Tormentor - guitare
- Andreas K. - basse
- Hendrick Albert Viktor Möbus (Jarl Flagg Nidhoegg) - batterie

## Discographie

### Albums studio
- 1996 : Facta Loquuntur
- 2001 : Werwolfthron
- 2003 : Totenlieder
- 2005 : Blutgericht
- 2012 : Asgardsrei

### EPs
- 1999 : Asgardsrei
- 2004 : Raubritter
- 2005 : Grimmige Volksmusik
- 2005 : Ein kleiner Vorgeschmack
- 2007 : Raubritter / Grimmige Volksmusik (compilation)

### Démos
- God's Death (1992)
- Death From the Forest (1993)
- Sadness (1993)
- God's Death / Sadness (Compilation | (1994))
- Out of the Dungeon (1994)
- Ubungsraum (1994)
- Thuringian Pagan Madness (1995)
- Sonnenritter (1999)

### Splits
- Absurd/Heldentum (1997)
- Absurd/Pantheon (2002)
- Absurd/Grand Belial's Key/Sigrblot (2008)